# 葡萄牙共和國情報系統
葡萄牙國家情報系統（葡萄牙語：Sistema de Informações da República Portuguesa）是葡萄牙情報部門的協調機構（總機關）。
該機構下設兩個機構：對內的安全情報局，和對外的防衛戰略情報局。
安全情報局和防衛與戰略情報局主要職責為在憲法和法律的框架下蒐集並且提供足以保護葡萄牙共和國國家安全的情報。

## 歷史
自葡萄牙新國家開始直至結束，葡萄牙的國家情報機構主要是國家安全警備總署。該機構名義上歸葡萄牙內政部管理，但是實質上是由時任葡萄牙總理安東尼奧·德·奧利維拉·薩拉查指揮一個祕密警察機構。1968年繼任總理馬爾塞洛·達斯內維斯·阿爾維斯·卡丹奴將國家安全警備處更名為最高安全指導局並進行了部分改革。康乃馨革命後，作為威權主義政府的象徵，國家安全警備總署/最高安全指導局停止運作。
由於威權主義時期的衝擊，葡萄牙有一段時期沒有設置任何民事情報機關。直到1980年葡萄牙駐土耳其大使館遇襲，1983年一名巴勒斯坦解放組織代表在社會黨國際大會遇刺以及隨後的一系列恐怖襲擊之後，葡萄牙才再次決定建立民事情治機關。於是在1984年葡萄牙政府建立了葡萄牙國家情報系統。

## 組織架構
葡萄牙國家情報系統由葡萄牙總理直接指揮。下設下列機構：
- 本部監察委員會(向葡萄牙國會負責)
- 本部數據監察委員會(向葡萄牙總檢察長負責)
- 最高情報委員會
- 總秘書長
- 防衛戰略情報局
- 安全情報局

## 參见
- 國家安全警備總署

## 外部連結
- 防衛戰略情報局官網 （页面存档备份，存于）
- 安全情報局官網